# Jan (biskup gnieźnieński 1501–1517)
Jan (ur. ?, zm. 1517) – polski duchowny rzymskokatolicki, biskup pomocniczy gnieźnieński.

## Życiorys
W 1501 papież Aleksander VI prekonizował go biskupem pomocniczym archidiecezji gnieźnieńskiej. Brak informacji kiedy i od kogo przyjął sakrę biskupią.